# West Peoria, Illinois
West Peoria là một thành phố thuộc quận Peoria, tiểu bang Illinois, Hoa Kỳ. Năm 2010, dân số của thành phố này là 4458 người.

## Dân số
Dân số qua các năm:
- Năm 2000: 4762 người.
- Năm 2010: 4458 người.